# Linha A do Metrô da Cidade do México
A Linha A: Pantitlán ↔ La Paz é uma das linhas em operação do Metrô da Cidade do México, inaugurada no dia 12 de agosto de 1991. Estende-se por cerca de 17,192 km, dos quais 14,893 km são usados para serviço e o restante para manobras. A cor distintiva da linha é o morado.
Possui um total de 10 estações em operação, das quais 1 é subterrânea e 9 são superficiais. A Estação Pantitlán possibilita integração com outras linhas do Metrô da Cidade do México.
A linha, operada pelo Sistema de Transporte Colectivo, possui o quarto menor tráfego do sistema, tendo registrado um movimento de 101.465.662 passageiros em 2016. Atende o município de La Paz e três demarcações territoriais da Cidade do México: Iztacalco, Iztapalapa e Venustiano Carranza.

## História
Em 1985 o governo mexicano apresentou o Programa Maestro del Metro, com a previsão de ampliação da rede do metrô em 158 quilômetros, incluindo oito linhas alimentadoras da rede principal de 15 linhas. Para diferenciar a rede principal das linhas alimentadoras, foram adotados números para a rede principal (de 1 a 15) e letras para a denominação das linhas alimentadoras (A a H). Enquanto as linhas do metrô da Cidade do México adotavam o sistema de pneus de borracha francês e alimentação elétrica por terceiro trilho, as linhas alimentadoras tinham previsão de adoção do tradicional sistema roda de aço+ trilho e alimentação elétrica por rede aérea (catenária).
A primeira linha alimentadora projetada foi a  Linha A, ligando a estação Pantitlán (terminal das linhas 1 e 9 do metrô) ao município de Los Reyes de La Paz, a leste da Cidade do México. O projeto compreendeu uma linha de 17 quilômetros e 10 estações e foi desenvolvido em parceria técnica com a RATP, operadora do Metrô de Paris.
Projetada para correr em superfície, a Linha A teve o projeto arquitetônico padronizado, com a adoção de passarelas para acesso às estações, localizadas em grande parte no canteiro central do trecho inicial da Rodovia Federal 150D. As obras foram iniciadas em 1988 e concluídas em 1991. Em 12 de agosto de 1991 a Linha A foi inaugurada pelo presidente do México Carlos Salinas. A inauguração foi realizada a poucos dias das Eleições Legislativas do México em 1991 e foi explorada pelo governo e pelo Partido Revolucionário Institucional.

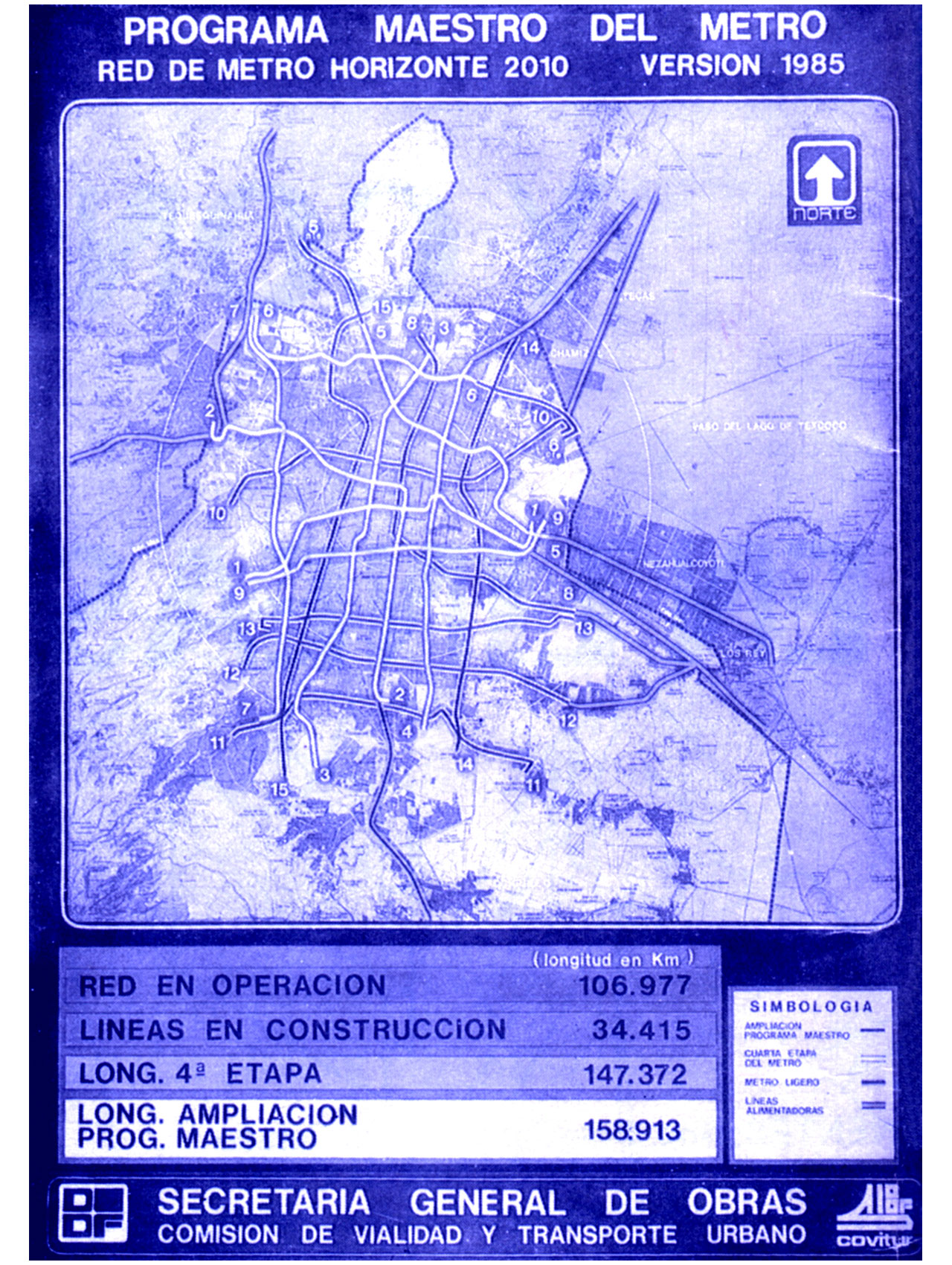
Programa Maestro del Metro (1985). A direita do mapa está o projeto da futura Linha A, alcançando Los Reyes.
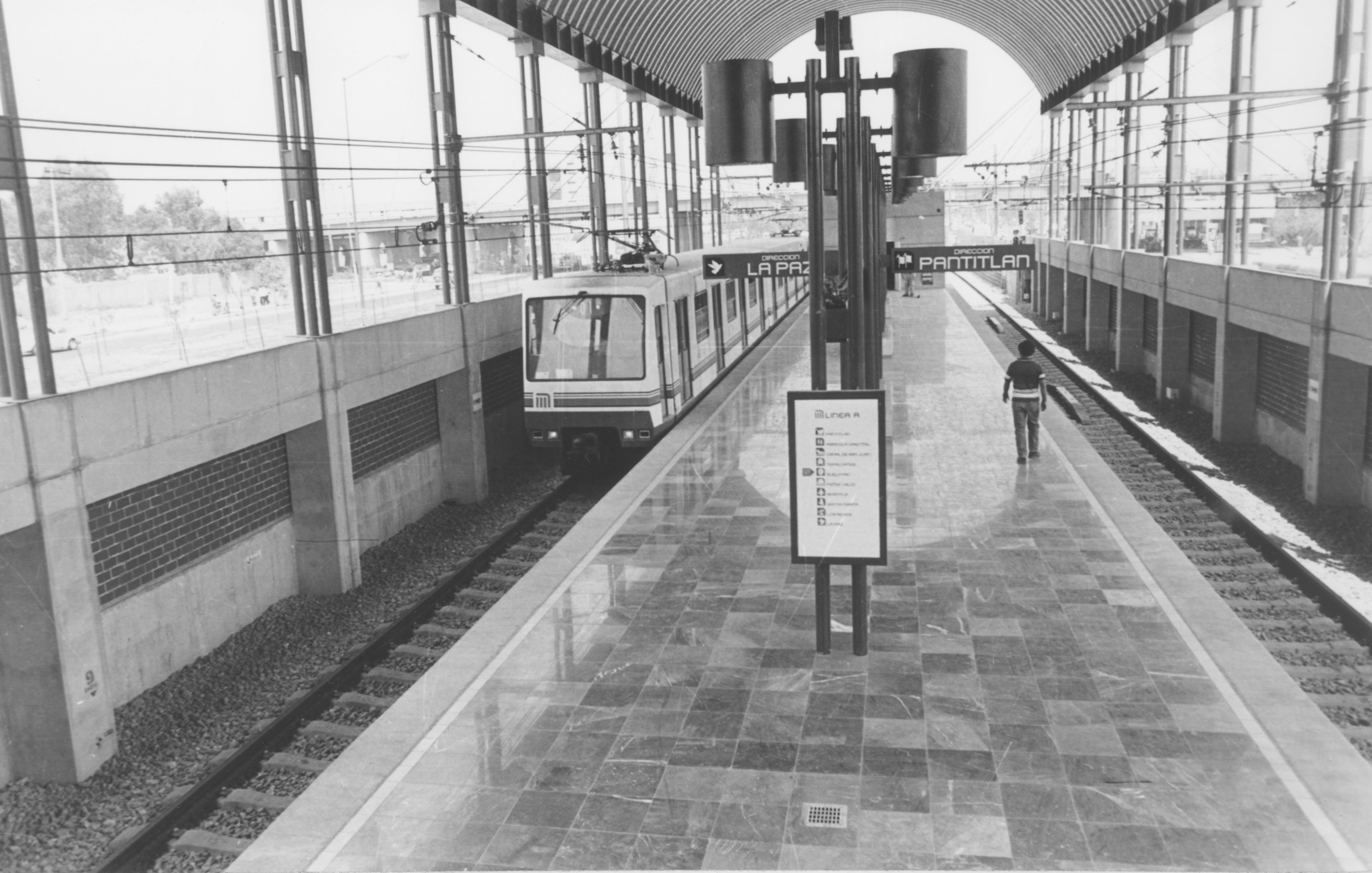
Aspecto da estação Guelatao pouco tempo após sua inauguração.
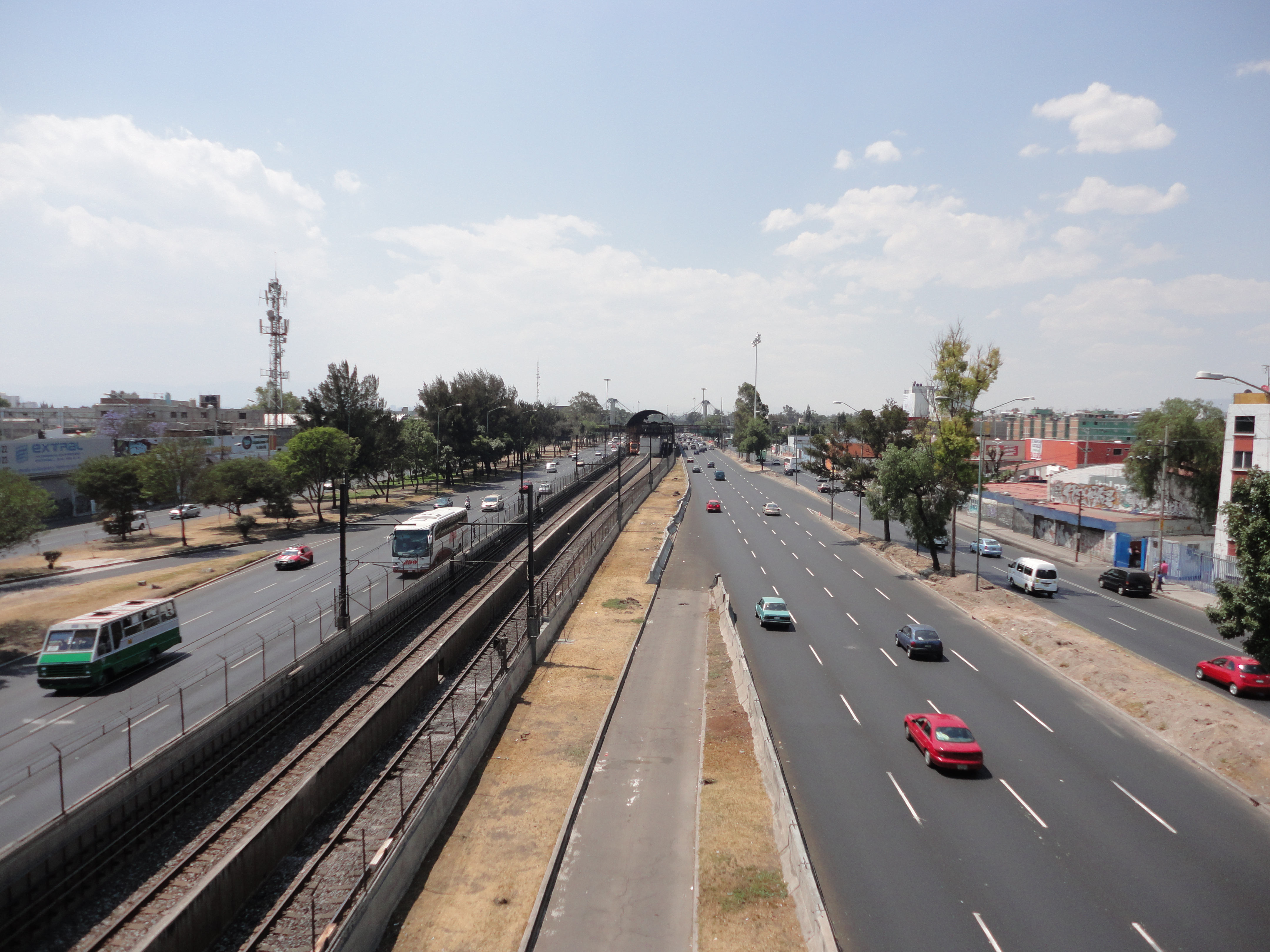
Vista da Linha A com a estação Agrícola Oriental ao fundo. A Linha A foi implantada no canteiro da Rodovia Federal 150D (nesse trecho também chamada de Avenida Ignacio Zaragoza).

## Estações
| Nome              | Inauguração          | Demarcação territorial          | Integração | Posição     | Latitude      | Longitude     |
| ----------------- | -------------------- | ------------------------------- | ---------- | ----------- | ------------- | ------------- |
| Pantitlán         | 12 de agosto de 1991 | Iztacalco / Venustiano Carranza |            | Subterrânea | 19° 24' 55" N | 99° 04' 20" O |
| Agrícola Oriental | 12 de agosto de 1991 | Iztacalco                       | -          | Superfície  | 19° 24' 17" N | 99° 04' 12" O |
| Canal de San Juan | 12 de agosto de 1991 | Iztacalco                       | -          | Superfície  | 19° 23' 55" N | 99° 03' 34" O |
| Tepalcates        | 12 de agosto de 1991 | Iztapalapa                      | -          | Superfície  | 19° 23' 29" N | 99° 02' 47" O |
| Guelatao          | 12 de agosto de 1991 | Iztapalapa                      | -          | Superfície  | 19° 23' 07" N | 99° 02' 09" O |
| Peñón Viejo       | 12 de agosto de 1991 | Iztapalapa                      | -          | Superfície  | 19° 22' 24" N | 99° 01' 02" O |
| Acatitla          | 12 de agosto de 1991 | Iztapalapa                      | -          | Superfície  | 19° 21' 53" N | 99° 00' 21" O |
| Santa Marta       | 12 de agosto de 1991 | Iztapalapa                      | -          | Superfície  | 19° 21' 36" N | 98° 59' 42" O |
| Los Reyes         | 12 de agosto de 1991 | La Paz (município)              | -          | Superfície  | 19° 21' 32" N | 98° 58' 37" O |
| La Paz            | 12 de agosto de 1991 | La Paz (município)              | -          | Superfície  | 19° 21' 02" N | 98° 57' 39" O |